# Луке (Нио)
Лу́ке (ест. Luke küla) — село в Естонії, у волості Нио повіту Тартумаа.

## Населення
Чисельність населення на 31 грудня 2011 року становила 345 осіб.

## Географія
Через населений пункт проходить автошлях 22155 (Нио — Тамса).